# محمد نواز
محمد نواز (انگلیسی: Muhammad Nawaz; ۱۵ اوت ۱۹۲۴ – ۱۳ مهٔ ۲۰۰۴) پرتاب‌گر نیزه اهل پاکستان بود.
وی همچنین برندهٔ جوایزی همچون هلال امتیاز شده‌است.